# Sal gorda
Sal gorda és una pel·lícula espanyola de 1983 dirigida per Fernando Trueba. El guió va ser escrit per Fernando Trueba i Óscar Ladoire, qui també va participar en el llargmetratge com a protagonista. En els 90 minuts de durada, es planteja com un homenatge als clàssics de la comèdia americana combinat amb els ideals de la comèdia espanyola, que fou estrenada al Cine Palafox el febrer de 1984.

## Sinopsi
Un compositor famós ha de treure un nou disc, però no passa per un bon moment personal, ja que s'acaba de separar, i es veu immers en una crisi creativa. Donada la situació, la seva manager li oferirà un temps de pròrroga en el qual haurà de sortir de la bombolla en la qual es veu ficat.

## Repartiment
| Actor/Actriu     | Personatge    |
| ---------------- | ------------- |
| Óscar Ladoire    | Natalio R.    |
| Sílvia Munt      | Palmira       |
| Antonio Resines  | Chick         |
| Francisco Rabal  | Gabino        |
| Luis Ciges       | Basilio       |
| Yelena Samarina  | Maria Ivanova |
| Carmen Maura     |               |
| Santiago Álvarez | Horacio       |
| Amparo Moreno    | Obdulia       |

## Producció
Es tracta del tercer llargmetratge de Fernando Trueba, després d'Ópera prima i del documental Mientras el cuerpo aguante. En aquesta ocasió la va produir juntament amb Cristina Huete i Mariano Barroso.